# Hårteigen
L'Hårteigen és una muntanya característica situada al comtat de Vestland, Noruega. S'assenta damunt i és visible des de la immensa part del vast altiplà de Hardangervidda. La muntanya està situada al municipi d'Ullensvang, i es troba dins del Parc Nacional de Hardangervidda.
Amb una alçada de 1.690 msnm, el pic d'Hårteigen s'eleva 480 metres sobre l'altiplà circumdant, que és força planer. Es troba a uns 30 quilòmetres al nord-est de la ciutat d'Odda.
El primer element prové de l'antiga paraula nòrdica Harr que significa "gris" i l'últim element està relacionat amb el verb alemany zeigen, que significa 'mostrar'. En el gran i pla altiplà de Hardangervidda aquesta muntanya era important per als viatgers per a orientar-se.